# Кир Млађи
Кир Млађи је син Дарија II. Био је персијски принц и генерал.
Године 409. п. н. е. Атињани продиру у Малу Азију и пале жито у Лидији. Тада Кир Млађи постаје командант трупа у Азији. Кир почиње давати велику новчану помоћ Спарти. То омогућује Спарти да победи и да сасече снабдевање Атине житом из области око Црног мора. Глађу притиснута Атина предаје се 404. п. н. е. .
Године 404. п. н. е. Киров старији брат Артаксеркс II постаје цар, са чиме се Кир Млађи никако не слаже. Кир Млађи је покушао организовати убиство Артаксеркса II. При томе је ухваћен, а мајка тражи од Артаксеркса II да га поштеди, што овај и чини.
Кир Млађи је помогао Спарти да победи Атину 404. п. н. е.. Почео је користити Спартанце да би регрутирао грчке плаћенике и скупљао армију да опет крене против брата. Кад је сакупио армију 401. п. н. е. Кир Млађи креће са својом армијом да свргне Артаксеркса II. У бици код Кунаксе 401. п. н. е. Кир Млађи је убијен.